# Liste des monuments classés du gouvernorat de Tataouine
Cette liste des monuments classés du gouvernorat de Tataouine est une liste des monuments historiques et archéologiques protégés et classés du gouvernorat de Tataouine établie par l'Institut national du patrimoine de Tunisie.

## Liste
| Identifiant monument | Site              | Monument                                | Adresse | Date de classement | Décret          | Coordonnées                       | Illustration                     |                       |
| -------------------- | ----------------- | --------------------------------------- | ------- | ------------------ | --------------- | --------------------------------- | -------------------------------- | --------------------- |
| 83-1                 | Remada            | Camp romain                             |         | 13 mars 1912       | 13 mars 1912    | 32° 19′ 08″ nord, 10° 24′ 25″ est | Image manquante Téléverser       | Télécharger une image |
| 83-2                 | Ras El Aïn Tlalet | Castellum                               |         | 13 mars 1912       | 13 mars 1912    | 32° 57′ 59″ nord, 10° 23′ 03″ est | Castellum                        | Télécharger une image |
| 83-3                 | Si Aioun          | Mausolée                                |         | 13 mars 1912       | 13 mars 1912    | à géolocaliser                    | Image manquante Téléverser       | Télécharger une image |
| 83-4                 | Si Aioun          | Forteresse                              |         | 13 mars 1912       | 13 mars 1912    | à géolocaliser                    | Image manquante Téléverser       | Télécharger une image |
| 83-5                 | Ksar Remtia       | Fort romain                             |         | 13 mars 1912       | 13 mars 1912    | à géolocaliser                    | Image manquante Téléverser       | Télécharger une image |
| 83-6                 | Oued Gordab       | Castellum                               |         | 1er mars 1905      | 1er mars 1905   | 33° 03′ 54″ nord, 10° 25′ 01″ est | Castellum                        | Télécharger une image |
| 83-7                 | Tataouine         | Synagogue                               |         | 19 mai 2020        | 19 mai 2020     | 32° 55′ 42″ nord, 10° 26′ 58″ est | Synagogue                        | Télécharger une image |
| 83-8                 | Tataouine Sud     | Gasr Beni Barka                         |         | 21 janvier 2021    | 21 janvier 2021 | 32° 53′ 11″ nord, 10° 26′ 03″ est | Gasr Beni Barka                  | Télécharger une image |
| 83-9                 | Tataouine Nord    | Gasr el Galaa                           |         | 21 janvier 2021    | 21 janvier 2021 | à géolocaliser                    | Image manquante Téléverser       | Télécharger une image |
| 83-10                | Tataouine Sud     | Gasr Bouziri                            |         | 21 janvier 2021    | 21 janvier 2021 | 32° 48′ 22″ nord, 10° 27′ 18″ est | Image manquante Téléverser       | Télécharger une image |
| 83-11                | Tataouine Sud     | Gasr Tounket                            |         | 21 janvier 2021    | 21 janvier 2021 | 32° 52′ 56″ nord, 10° 29′ 54″ est | Gasr Tounket                     | Télécharger une image |
| 83-12                | Tataouine Nord    | Gasr Sirfin                             |         | 21 janvier 2021    | 21 janvier 2021 | à géolocaliser                    | Image manquante Téléverser       | Télécharger une image |
| 83-13                | Tataouine Sud     | Gasr Sidra                              |         | 21 janvier 2021    | 21 janvier 2021 | à géolocaliser                    | Image manquante Téléverser       | Télécharger une image |
| 83-14                | Tataouine Sud     | Gasr Rkhaysa                            |         | 21 janvier 2021    | 21 janvier 2021 | à géolocaliser                    | Image manquante Téléverser       | Télécharger une image |
| 83-15                | Tataouine Sud     | Gasr Znata                              |         | 21 janvier 2021    | 21 janvier 2021 | à géolocaliser                    | Image manquante Téléverser       | Télécharger une image |
| 83-16                | Tataouine Nord    | Gasr Ouled Soltane                      |         | 21 janvier 2021    | 21 janvier 2021 | 32° 47′ 19″ nord, 10° 30′ 52″ est | Gasr Ouled Soltane               | Télécharger une image |
| 83-17                | Tataouine Nord    | Gasr Maaned                             |         | 21 janvier 2021    | 21 janvier 2021 | 32° 49′ 35″ nord, 10° 31′ 00″ est | Image manquante Téléverser       | Télécharger une image |
| 83-18                | Dehiba            | Mosquée Dhhiba                          |         | 21 janvier 2021    | 21 janvier 2021 | à géolocaliser                    | Image manquante Téléverser       | Télécharger une image |
| 83-19                | Chenini           | Mosquées Les 7 Dormants                 |         | 21 janvier 2021    | 21 janvier 2021 | 32° 54′ 35″ nord, 10° 16′ 30″ est | Mosquées Les 7 Dormants          | Télécharger une image |
| 83-20                | Chenini           | Gasr Chenini                            |         | 21 janvier 2021    | 21 janvier 2021 | 32° 54′ 44″ nord, 10° 15′ 43″ est | Gasr Chenini                     | Télécharger une image |
| 83-21                | Smâr              | Kasr Al-Ain                             |         | 15 mars 2022       | 15 mars 2022    | 32° 54′ 28″ nord, 10° 57′ 07″ est | Image manquante Téléverser       | Télécharger une image |
| 83-22                | Tataouine Sud     | Mosquée Sidi Moula-Eddar et ses annexes |         | 15 mars 2022       | 15 mars 2022    | à géolocaliser                    | Image manquante Téléverser       | Télécharger une image |
| 83-23                | Smâr              | Kasr al-Qaa                             |         | 15 mars 2022       | 15 mars 2022    | 33° 03′ 56″ nord, 10° 48′ 36″ est | Image manquante Téléverser       | Télécharger une image |
| 83-24                | Smâr              | Kasr Bougaffa                           |         | 15 mars 2022       | 15 mars 2022    | 33° 03′ 21″ nord, 10° 55′ 40″ est | Image manquante Téléverser       | Télécharger une image |
| 83-25                | Tataouine Sud     | Kasr Boujlida                           |         | 15 mars 2022       | 15 mars 2022    | 32° 54′ 29″ nord, 10° 26′ 27″ est | Kasr Boujlida                    | Télécharger une image |
| 83-26                | Bir Lahmar        | Kasr Timzait                            |         | 15 mars 2022       | 15 mars 2022    | 33° 08′ 51″ nord, 10° 21′ 45″ est | Image manquante Téléverser       | Télécharger une image |
| 83-27                | Tataouine Nord    | Kasr Tamlset                            |         | 15 mars 2022       | 15 mars 2022    | 32° 47′ 38″ nord, 10° 28′ 22″ est | Image manquante Téléverser       | Télécharger une image |
| 83-28                | Douiret           | Mosquée Ennakhla                        |         | 22 janvier 2024    | 22 janvier 2024 | 32° 51′ 47″ nord, 10° 17′ 24″ est | Mosquée Ennakhla                 | Télécharger une image |
| 83-29                | Tataouine Sud     | Zaouïa de Sidi Abdallah Boujlida        |         | 22 janvier 2024    | 22 janvier 2024 | 32° 54′ 23″ nord, 10° 26′ 44″ est | Zaouïa de Sidi Abdallah Boujlida | Télécharger une image |
| 83-30                | Tataouine Nord    | Ksar Ez Zahra                           |         | 22 janvier 2024    | 22 janvier 2024 | 32° 49′ 01″ nord, 10° 33′ 57″ est | Ksar Ez Zahra                    | Télécharger une image |
| 83-31                | Ghomrassen        | Ksar Hay Zaghdan                        |         | 22 janvier 2024    | 22 janvier 2024 | 33° 03′ 39″ nord, 10° 20′ 12″ est | Ksar Hay Zaghdan                 | Télécharger une image |
| 83-32                | Tataouine Nord    | Ksar Ajaj                               |         | 22 janvier 2024    | 22 janvier 2024 | à géolocaliser                    | Image manquante Téléverser       | Télécharger une image |
| 83-33                | Beni Mhira        | Ksar El M'hiri                          |         | 22 janvier 2024    | 22 janvier 2024 | à géolocaliser                    | Image manquante Téléverser       | Télécharger une image |
| 83-34                | El Masreb         | Ksar Ouled Debbab                       |         | 22 janvier 2024    | 22 janvier 2024 | 32° 52′ 11″ nord, 10° 22′ 54″ est | Ksar Ouled Debbab                | Télécharger une image |
| 83-35                | Beni Mhira        | Ksar Aoun                               |         | 4 mars 2025        | 4 mars 2025     | à géolocaliser                    | Image manquante Téléverser       | Télécharger une image |
| 83-36                | Guermessa         | Mosquée Guermassa                       |         | 4 mars 2025        | 4 mars 2025     | 32° 59′ 08″ nord, 10° 15′ 05″ est | Mosquée Guermassa                | Télécharger une image |